# Szymonków
Szymonków (deutsch Simmenau) ist ein Ort der Gmina Wołczyn in der Woiwodschaft Opole in Polen.

## Geographie

### Geographische Lage
Szymonków liegt im nordwestlichen Teil Oberschlesiens im Kreuzburger Land im Grenzbereich zur Region Großpolen. Das Dorf Szymonków liegt rund zehn Kilometer nordwestlich vom Gemeindesitz Wołczyn, rund 24 Kilometer westlich der Kreisstadt Kluczbork und etwa 57 Kilometer nördlich der Woiwodschaftshauptstadt Oppeln.

### Ortsteile
Ortsteile von Szymonków sind Szklarnia (Szymonkowska) (Vorwerk Glashütte), Borownia (Waldkretscham), Wesoła (Freudenthal) und Zielona Góra (Zu Simmenau).

### Nachbarorte
Nachbarorte von Szymonków sind im Norden Wielki Buczek (Groß Butschek), im Südosten Krzywiczyny (Schönfeld), im Süden Wierzbica Górna (Polnisch Würbitz) und im Westen Polkowskie (Polkowitz) und Woskowice Górne (Hennersdorf).

## Geschichte

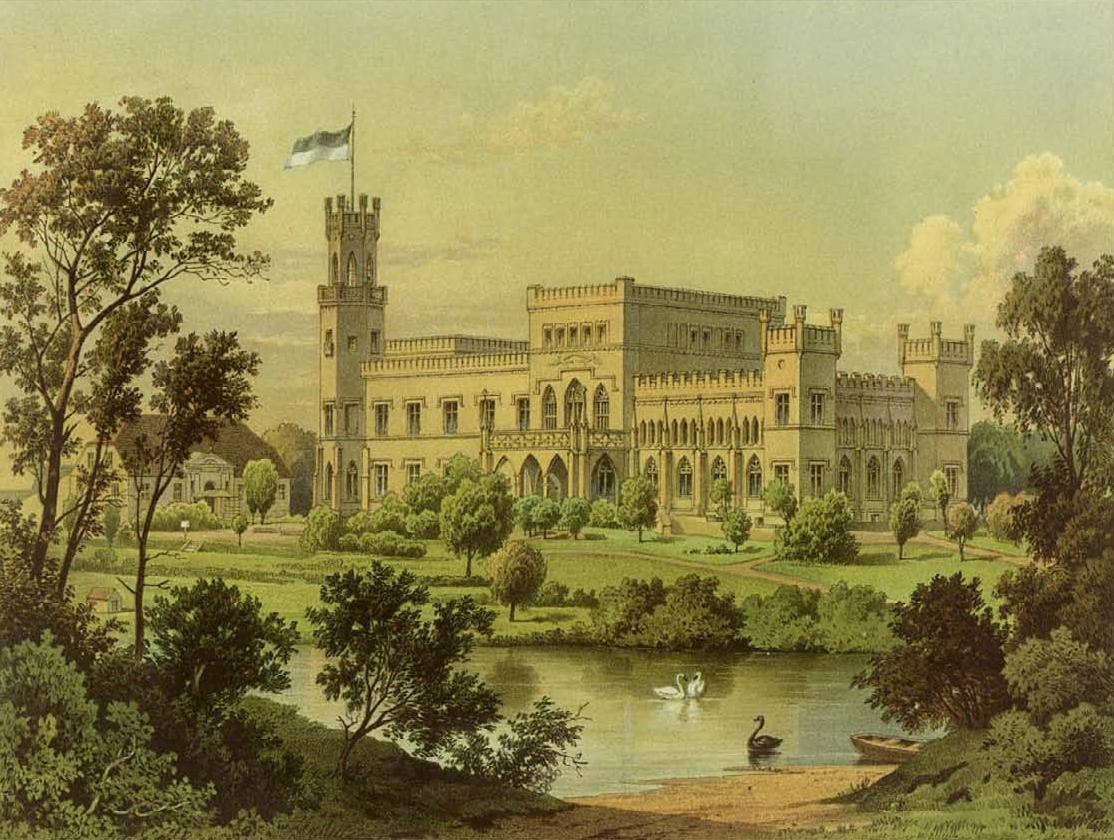
Schloss Simmenau um 1860

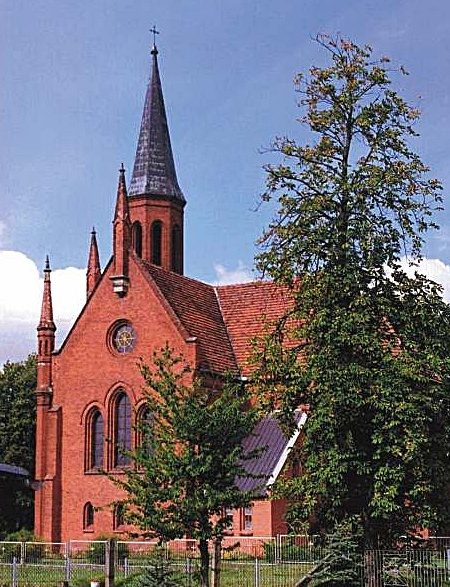
Mariä-Geburt-Kirche

Das Dorf Simmenau wurde 1257 erstmals als Semayanovo erwähnt. 1403 erfolgte eine Erwähnung des Dorfes als Semenaw.
1614 wird in Simmenau eine evangelische Schrotholzkirche erbaut. Gestiftet wurde diese vom damaligen Gutsherrn Hans von Stwolinski. Baumeister waren Hans Hase und sein Sohn.
Zwischen 1842 und 1843 wird ein neues steinernes Schulhaus für den Ort erbaut. 1845 bestand das Dorf aus einer evangelischen Pfarrkirche, einem Schloss, einer evangelischen Schule, einer Brauerei, einer Brennerei und weiteren 73 Häusern. Im gleichen Jahr lebten in Simmenau 968 Menschen, davon 162 katholisch und 16 jüdisch. Ab 1858 ließ Baron Rudolf von Lüttwitz in Simmenau durch Friedrich Hitzig ein Schloss für sich im Tudorstil erbauen. Zwischen 1873 und 1875 erfolgte der Bau der steinernen neogotischen evangelischen Kirche in Simmenau. 1874 wurde der Amtsbezirk Simmenau gegründet. Erster Amtsvorsteher war der Rentmeister Franz Rother. Bei der Volksabstimmung in Oberschlesien entschieden sich 1921 von den 555 Wahlberechtigten in Simmenau 538 für den Verbleib in Deutschland und 3 für einen Anschluss an Polen.
Im Jahr 1933 lebten in Simmenau 1193, 1939 wiederum 1093 Menschen.  In der Zeit des Nationalsozialismus nutzte teilweise der Reichsarbeitsdienst das Schloss. Bis 1945 gehörte das Dorf zum Landkreis Kreuzburg O.S.
Im Zweiten Weltkrieg kam Simmenau im März 1945 wie ganz Oberschlesien nach der Eroberung durch die Rote Armee unter die Verwaltung der Volksrepublik Polen, die es in Szymonków umbenannte und zunächst der Woiwodschaft Schlesien, ab 1950 der Woiwodschaft Oppeln zuordnete. Die als deutsch eingestuften Einwohner wurden in der Folgezeit vertrieben und das im Krieg unversehrt gebliebene Schloss zwischen 1956 und 1957 zur Gewinnung von Baumaterial abgetragen. 1999 kam Szymonków zum neu gegründeten Powiat Kluczborski (Kreis Kreuzburg).

## Sehenswürdigkeiten
- Die römisch-katholische Mariä-Geburt-Kirche (poln. Kościół Narodzenia NMP) wurde zwischen 1875 und 1875 an Stelle der ehemaligen Schrotholzkirche im neogotischen Stil erbaut. Die Kirche diente bis 1945 als evangelisches Gotteshaus.
- Künstliche Turmruine im romantischen Stil
- Löwendenkmal zierte bis 1945 das Schlosstor
- Pfadfinderdenkmal

## Vereine
- Fußballverein LSK Lew Szymonków[7]